# École Niedermeyer
L’École Niedermeyer est une ancienne école de musique, fondée en 1853 par Louis Niedermeyer et dissoute au début du XXe siècle (vers 1912).

## Historique
L'École est fondée par Louis Niedermeyer (1802-1861), d'origine suisse et naturalisé français (ancien élève de Moscheles et de Förster à Vienne), avec l'appui de Napoléon III dans la ligne de l'Institut royal de musique religieuse qu'Alexandre-Étienne Choron, apôtre de la restauration du chant choral d'église (le premier qui fait entendre en France des compositions de Palestrina et Bach), a ouvert en 1818.
Il s'agit de s'opposer à l'invasion de l'art mondain dans le domaine sacré et établir entre la religion et l'art profane une nette séparation. Ainsi, le but de l'école, subventionnée par l'État, est de permettre un enseignement, pour les futurs professionnels des églises, de la musique religieuse sous tous ses aspects : chant grégorien, piano, orgue, accompagnement, écriture, histoire de la musique.
Après la haute approbation du ministre Fortoul, un décret en date du 24 août 1853 institue la création de l'École Niedermeyer. La presse est favorable à cet évènement puisqu'elle écrit :
« La résurrection, tant souhaitée des anciennes maîtrises avec un avantage de plus, celui de la centralisation et par conséquent de l'uniformité de la doctrine de l'enseignement. Que de bonnes choses dans une seule. »
Le fondateur ajoute à son organisation une revue, La Maîtrise, dont le rédacteur en chef est le musicographe Joseph d'Ortigue (1802-1866), ardent à propager les idées de son associé.
L'école ouvre en octobre 1853 au 10 rue Neuve-Fontaine (aujourd’hui rue Fromentin) à Paris et fonctionne en internat réglé par une discipline austère. Les élèves disposent d'une quinzaine de pianos, d'un orgue de 12 jeux et d'un piano à pédalier. Niedermeyer lui-même et, plus tard, Camille Saint-Saëns enseignent le piano ; Clément Loret, l'orgue ; Pierre-Louis Dietsch, l'harmonie et la composition. Trois fois par semaine les élèves chantent des polyphonies des XVe et XVIe siècles. Niedermeyer applique une méthode efficace dont Wilhem, fondateur de l'Orphéon, a été l'un des promoteurs : l'enseignement mutuel (les élèves les plus avancés prennent en charge l'éducation des plus jeunes) permettant, ainsi, de les initier à la pédagogie.
À la mort de Niedermeyer, l'école est dirigée par son fils de 1861 à 1865 puis par son beau-fils, Gustave Lefèvre dont l'œuvre de théoricien est déterminante pour les élèves (il rédige aussi un Traité d'harmonie) et crée une société de concert (1872) qui fonctionne jusqu'en 1884 : la Société des concerts de l'école de musique religieuse, afin de continuer la tradition inaugurée quelque trente ans auparavant par un mélomane nommé Napoléon Joseph Ney, prince de la Moskowa et fils du maréchal Ney à la tête de la société des concerts de musique vocale classique. À la suite de Lefèvre, elle continue d'être dirigée par le gendre de celui-ci, Heurtel, codirecteur avec Albert Périlhou.
L'école change de nom en 1880 pour devenir l'École de musique classique et ne reprend le nom d'École Niedermeyer qu'au tournant du siècle. En 1869, elle est transférée — 10 passage de l'Elysée des Beaux Arts — non loin de la place Pigalle et en 1896, elle emménage dans la villa d'Auteuil, 9 boulevard d'Auteuil (Paris 16e).
L'école peut s'enorgueillir d'avoir instruit des musiciens comme Gabriel Fauré, Camille Saint-Saëns, Eugène Gigout, Alexandre Georges, André Messager, Henry Expert, Henri Letocart, Nicolas-Joseph Wackenthaler ou encore Gustave Lefèvre.
Le nom de Niedermeyer reste attaché à celui de son école, qui s'applique à restaurer un art sacré de qualité sous le patronage des maîtres classiques.
La Schola Cantorum lui fait quelque concurrence (création le 6 juin 1894).

## L'administration et les professeurs
Directeurs
- Louis Niedermeyer
- Louis Alfred de Niedermeyer
- Gustave Lefèvre
- Henri Heurtel avec Albert Périlhou puis Henri Busser
- Henri Heurtel junior avec Henri Busser

Administrateurs
- Marguerite Heurtel (née Lefèvre)
- son fils Gaston Heurtel

Président du comité des études
- Camille Saint-Saëns
- Gabriel Fauré
- André Messager

Composition
- Louis Niedermeyer
- Pierre-Louis Dietsch
- Gustave Lefèvre
- André Messager
- André Gedalge
- Alfred Marichelle
- Henri Defossé

Contrepoint et fugue
- Carlini
- Eugène Gigout
- Gustave Lefèvre
- André Gédalge
- Alfred Marichelle
- Henri Defossé

Harmonie théorique
- Pierre-Louis Dietsch
- Gustave Lefèvre
- Eugène Gigout
- Alexandre Georges
- Henri Busser
- Omer Letorey
- Dominique-Charles Planchet
- Alfred Marichelle
- Joseph Noyon
- Henri Defossé

Harmonie pratique
- Claude Delvincourt

Solfège et chant d'ensemble
- Louis Niedermeyer
- Pierre-Louis Dietsch
- Gustave Lefèvre
- Froment
- Henri Mulet
- Jean Poueigh
- Maurice Le Boucher
- Alfred Marichelle
- Joseph Noyon
- Henri Heurtel

Orgue et improvisation
- Georges Schmitt
- François-Xavier Joseph Wackenthaler
- Clément Loret
- Eugène Gigout
- Henri Dallier
- Ludovic Bisch
- Albert Périlhou
- Henri Mulet

Piano
- Louis Niedermeyer
- Camille Saint-Saëns
- Louis Désiré Besozzi
- Eugène Gigout
- Charles Wilfrid de Bériot
- Philipp
- Laussel
- Maurice Amour
- Maurice Le Boucher
- Jean Courbin
- Madeleine Heurtel

Plain-chant
- Louis Niedermeyer
- Eugène Gigout
- Bischoff
- Savoye
- Bellenot
- Caffot
- Alfred Marichelle
- Henri Heurtel

Accompagnement et violon
Créé par Lefèvre en 1885
- Paul Viardot
- Guidé
- Borel
- de Renancourt
- Jean Nocetti

Histoire de la musique
Créé par Lefèvre en 1885
- Gustave Lefèvre
- Félicien Menu de Ménil
- Henry Expert
- A. Banès

Ensemble vocal
Créé par Lefèvre en 1902
- Henry Expert
- Albert Périlhou
- Alfred Marichelle
- Maurice Le Boucher
- Henri Heurtel

Chant individuel
Créé par Lefèvre en 1902
- Numa Auguez
- Mme Petropopova
- Henri Defossé
- Marie Charbonnel

Violoncelle
Créé par Lefèvre en 1908
- Henri Mulet
- Demoulin
- Liard